# Elaphe quatuorlineata
Couleuvre à quatre raies
Espèce
Synonymes
- Coluber quatuorlineatus Lacépède, 1789
- Coluber quatuorlineata Bonnaterre, 1790
- Coluber nauii Donndorf, 1798
- Coluber quadristriatus Donndorf, 1798
- Coluber quaterradiatus Gmelin, 1799
- Coluber quadrilineatus Daudin, 1803
- Coluber pictus Pallas, 1811
- Coluber alpestris Ménétries, 1832
- Coluber poecilocephalus Fisch. De Waldh., 1832
- Elaphis sauromates var. munteri Bedriaga, 1882

Statut de conservation UICN

 NT  : Quasi menacé
Elaphe quatuorlineata, la Couleuvre à quatre raies, est une espèce de serpents de la famille des Colubridae.

## Description
Elaphe quatuorlineata mesure entre 130 et 160 cm et peut dépasser 200 cm. C'est l'un des plus grands serpents d'Europe. Son dos est brun doré et présente quatre bandes longitudinales plus foncées.

## Répartition
Son aire de répartition n'est pas très vaste, elle se rencontre uniquement dans la botte italienne et dans l'ouest et le sud des Balkans, le long de la mer Adriatique notamment, où elle est limitée aux régions marquées par l'influence du climat méditerranéen et sub-méditerranéen. Elle est remplacée à partir de l'est des Balkans par Elaphe sauromates, désormais considérée comme une espèce à part entière et dont l'aire de répartition est bien plus vaste jusqu'en Asie centrale. Elle est absente des plus grandes îles méditerranéennes (comme la Sicile et la Crête) mais présente dans les petites îles côtières et quelques îles de la mer Égée. Cette espèce se rencontre dans les pays suivants :
- en Albanie ;
- en Bosnie-Herzégovine, dans la partie méridionale uniquement ;
- en Croatie, notamment en Dalmatie et en Istrie, y compris sur les îles de l'Adriatique ;
- dans l'extrême sud-ouest de la Bulgarie (aire très limitée dans ce pays) ;
- en Grèce, dont les îles de Alonissos, Corfou, Paros, Samothrace, Skópelos et Skyros ;
- en Italie, dans les régions de la botte au sud de l’Émilie-Romagne ;
- en Macédoine du Nord ;
- au Monténégro ;
- en Serbie (extrême sud) ;
- en Slovénie (sud-ouest) ;

Elle est présente du niveau de la mer et jusqu'à 2 500 m d'altitude.

## Habitat

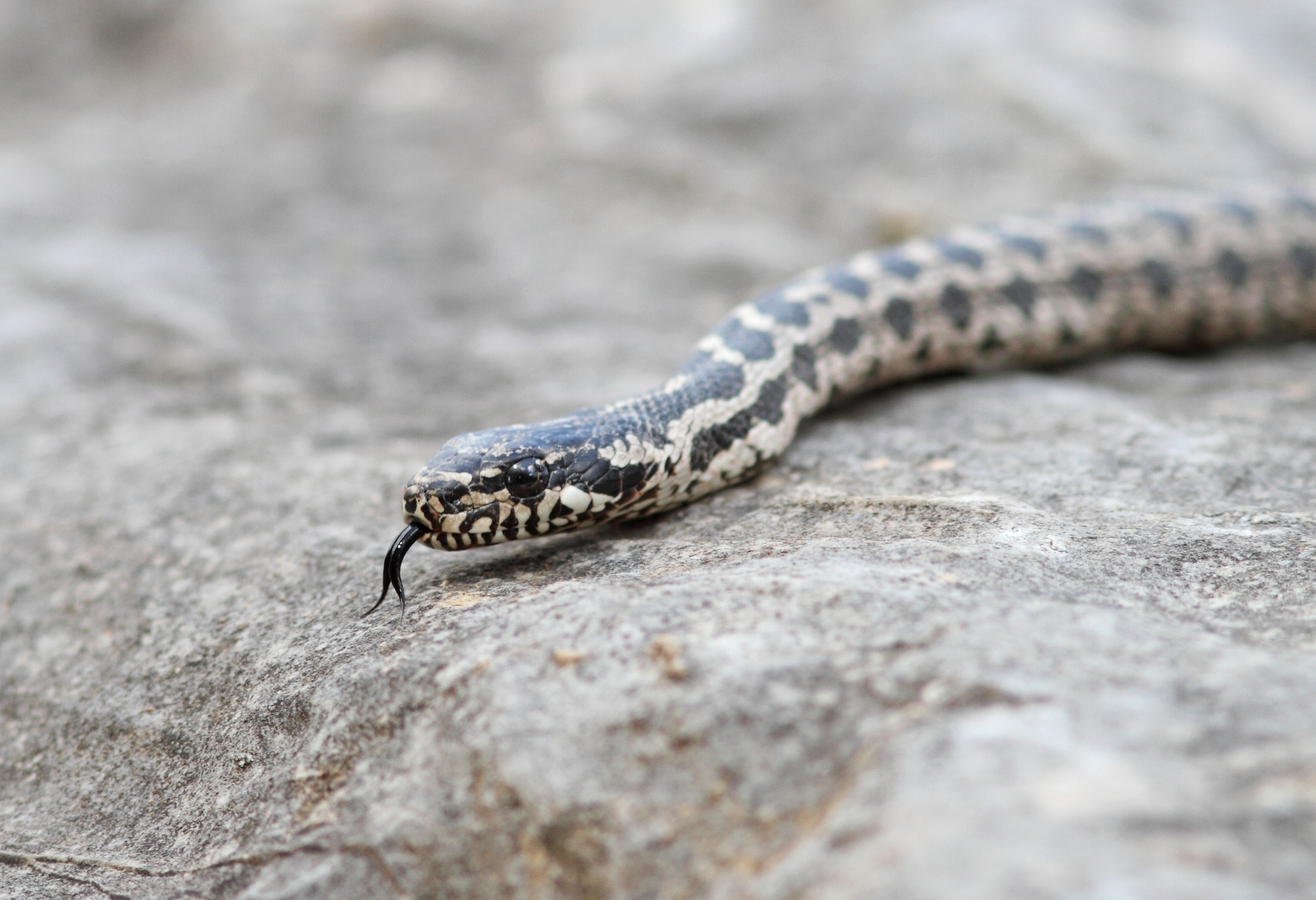
Les juvéniles, différents des adultes, sont clairs tachetés de sombre. Ils ressemblent à ceux d’Elaphe sauromates, mais ils sont surtout facilement pris pour des vipères.

On la rencontre dans les collines boisées de chêne vert, pubescent ou rouvre, notamment dans les clairières et les lisières, ainsi que dans les maquis, les éboulis et la végétation méditerranéenne. Elle se trouve également dans les régions agricoles où elle affectionne les bosquets, les oliveraies et autres vergers, et les vieilles bâtisses abandonnées. Elle aime l'humidité ambiante des bords de cours d'eau ou des mares et vit souvent dans les zones humides. Elle se tient fréquemment à l'ombre. C'est une espèce ubiquiste et elle apprécie les habitats hétérogènes, avec une préférence pour les environnements chauds et humides.

## Comportement
Cette espèce nage bien et grimpe très souvent dans les buissons et les arbres, elle est semi-arboricole mais vit principalement au sol.
Elle a un caractère assez indolent et plus docile que d'autres grandes couleuvres, elle est réactive mais pas très rapide. Elle est peu encline à mordre lorsqu'on la capture.

## Liste des sous-espèces
Selon The Reptile Database (25 dec. 2011) :
- Elaphe quatuorlineata muenteri (Bedriaga, 1882)
- Elaphe quatuorlineata quatuorlineata (Bonnaterre, 1790)
- Elaphe quatuorlineata scyrensis Cattaneo, 1999
- Elaphe quatuorlineata parensis Cattaneo, 1999

Une autre sous-espèce, Elaphe quatuorlineata sauromates, a été élevée au rang d'espèce à part entière sous le nom de Elaphe sauromates (Pallas, 1811).

## Taxinomie
La localité type donnée par Lacepède dans sa description de 1789, « Provence, France », est erronée pour cette espèce. Il est possible que le spécimen décrit appartenait à l'espèce Elaphe scalaris, aujourd'hui classée sous Zamenis scalaris. La description faite par Bonnaterre en 1790 a probablement été faite sur le même spécimen.
Dans la mesure où les travaux de Lacepède sont désormais considérés comme non valides (ICZN 1987), c'est la description suivante, faite par Bonnaterre, qui est retenue.

## Étymologie
Son épithète spécifique, du latin quattuor, « quatre », et linea, « ligne », lui a été donnée en référence à sa livrée.

## Publications originales
- Bedriaga, 1882 "1881" : Die Amphibien und Reptilien Griechenlands. Bulletin de la Société impériale des naturalistes de Moscou, vol. 56, no 1, p. 242–310 (texte intégral) et no 2, p. 43-103 & 278-344 (texte intégral).
- Bonnaterre, 1790 : Ophiologie in Tableau encyclopédique et méthodique des trois règnes de la nature, p. 1-76 (texte intégral).
- Cattaneo, 1999 "1998" : Gli anfibi e i rettili delle isole greche di Skyros, Skopelos e Alonissos (Sporadi settentrionali). Atti della Societa Italiana di Scienze Naturali e del Museo Civoco di Storia Naturale di Milano, vol. 139, no 2, p. 127-149.
- Cattaneo, 1999 : Variabilità e sottospecie di Elaphe quattuorlineata (Lacépède) nelle piccole isole Egee (Serpentes: Colubridae). Atti della Societa Italiana di Scienze Naturali e del Museo Civoco di Storia Naturale di Milano, vol. 140, p. 119-139.
- Lacépède, 1789 : Histoire Naturelle des Quadrupèdes Ovipares et des Serpens, vol. 2, Imprimerie du Roi, Hôtel de Thou, Paris, p. 1-671.